# 장자크 마르셀
장-자크 마르셀(프랑스어: Jean-Jacques Marcel; 1931년 6월 13일, 프로방스-알프-코트 다쥐르 지방 브리뇰 ~ 2014년 10월 3일, 프로방스-알프-코트 다쥐르 지방 마르세유)은 프랑스의 전 축구 국가대표 선수로, 현역 시절 미드필더로 활약했다. 그는 1950년대 프랑스 국가대표팀의 핵심 선수였다.

## 선수 경력
남부 프랑스 출신인 마르셀은 1949년에 소쇼의 유소년부에 들어가 얼마 지나지 않아 1군으로 도약했다. 마르셀은 신체적으로 강인한 우측의 주력이 빠른 선수로, 공수 양면에서 역량을 발휘했는데, 강하게 차넣는데 도가 텄고, 공을 머리로 잘 다루었다 - 이를 미드필더로서는 이례적인 420경기 출전 76골 득점으로 증명할 수 있었다. 프랑스 U-21 국가대표팀에서 활약하는 와중에도, 그는 1953년에 꾸준한 활약상에 힘입어 프랑스 성인 국가대표팀 경기에 처음으로 차출되었다.
1954년, 그는 고향 동네로 복귀해 마르세유에 입단하여 5년을 머물며 무려 14세 연상인 라르비 벤 바레크와 함께 출전했다. 그는 스포르팅 툴롱에도 1년을 활동했고, 1965년에 라싱 파리에서 현역 은퇴했다.
그는 프랑스 국가대표팀에서의 공헌도와 대조되게 프랑스 리그 당대 최강 구단을 거친 적이 없는 만큼 우승 전적이 없다.

### 국가대표팀 경력
마르셀은 프랑스 국가대표팀 일원으로 1953년 5월부터 1961년 10월까지 44번 출전했다.(10번의 소쇼 시절에, 24경기는 마르세유 소속, 3번은 툴롱에서 활약할 때, 그리고 7번은 라싱 파리 소속이던 때에 출전했다) 그는 국가대표팀에서 3번 골망을 흔들었고, 4경기는 주장을 역임했다. 그는 국가대표팀에서 활약할 당시 내내 부동의 주전이었다. 따라서, 그는 1954년, 1958년 월드컵에 주전으로 뛰었다. 스웨덴에서 열린 대회에서 3위에 입상한 것이 그의 국가대표팀 최고 성과였다. 그는 1960년에 안방에서 열린 초대 유럽 선수권 대회에도 참가했다. 1959년까지, 그는 아르망 팡베른과 함께 재능 있는 중원을 구축했고, 이 때 마르셀은 소속 구단에서 맡은 역할과 달리 좌측을 주로 맡았다.

## 사생활
1965년, 마르셀은 고향 브리뇰로 복귀해 아마추어 구단에서 몇 년을 더 활약했다. 그는 포도주 판매를 위해 당시 브리뇰의 시장을 역임하던 부친에 큰 목소리를 내며 지지했다. 이후, 그는 스포츠 용품회사인 르 코크 스포르티프에도 취직했다. 마르셀은 대중에 잘 드러내지 않은 채 엑-상-프로방스의 소규모 군인 프레쥐스에 거주했다.

## 최후
2014년 10월 3일, 그의 친정 구단은 마르셀이 향년 83세에 영면했다는 소식을 전했다.